# Густав Валтер
Густав Валтер (Билина, 11. фебруар 1834 — Беч, 31. јануар 1910) био је  етнички Немац рођен у Бохемији, који се прославио као оперски тенор који је певао главне улоге више од 30 година у Бечкој Државној опери. Био је веома цењен извођач вокалне музике Волфганга Амадеуса Моцарта и лакших тенорских улога Рихарда Вагнера. Валтер се прославио улогом Асада у светској премијери Краљица од Сабе Карла Голдмарка. Наступао је још у италијанским и француским операма.
Након повлачења са сцене 1887. године, Валтер је био на турнеји по Европи као хваљени вокални солиста немачких лиедера, премијерно изводећи бројне песме Јоханеса Брамса и Антонина Дворжака. Био је и успешан педагог, предавао је глас на Бечком конзерваторијуму више од две деценије. Такође, Валтер је један од најранијих певача који је оставио у наслеђе грамофонске снимке.

## Рани живот, образовање и каријера
Као младић, Валтер је студирао виолину на Прашком конзерваторијуму. Међутим, под притиском родитеља, напустио је своје музичко занимање и уписао се на Политехнички институт у Прагу да студира инжењерство. По завршетку студија, постао је инжењер у фабрици шећера у свом родном граду Билини. Певао је хонорарно у мушком квартету у Прагу док је радио као инжењер. Његов одличан природни глас открио је Франц Вогл који је одмах понудио да постане Валтеров учитељ.

## Сценска каријера
Године 1855. у Брну, Валтер је дебитовао као лирски тенор у улози Едгарда у Доницетијевој Лућија ди Ламермор. Следеће године се преселио у Аустрију на наговор сопрана Розе Цилаг. Одмах се придружио Бечкој државној опери, где је певао наредних тридесет и једну годину првенствено у главним улогама.
Валтер је постао веома популаран певач Моцартових опера и нарочито је био цењен по изведви улоге Дон Отавија у Дон Ђованију 1869. за отварање нове опере у Бечу. Такође је постигао успех у неколико Вагнерових улога. Певао је улогу Валтера фон Штолцинга у бечкој премијери Вагнерове Мајстори певачи из Нирнберга (1870), насловну улогу у Лоенгрину и улогу Логеа у Рајнском злату и Валкири.
Године 1882. певао је улогу Алфонса у првом бечком извођењу Алфонса и Естреле Франца Шуберта. Валтерове друге запажене улоге биле су Манрико у Вердијевом Трубадуру (1859), Војводе од Мантове у Вердијевом Риголету (1860), Рикарда у Вердијевом Балу под маскама (1866), између осталих.
Валтер је такође наступао у оперским кућама у Немачкој и Бохемији. Певао је са Минхенском дворском опером 1868, са Опером у Франкфурту у бројним операма између 1864–1882, Визбаденском опером 1874–75, опером у Брну 1875, и Народним позориштем у Прагу 1885.

## Крај каријере и смрт
Валтер се повукао са сцене 1887. године, а последњи наступ је имао у улози Вилхелма Мајстера у Мињону Амброаза Томаса у Бечкој Државној опери. По одласку у пензију именован је за почасног члана Бечке Државне опере. 
Године 1891. Валтер је наступио на Салцбуршком фестивалу поводом прославе 100. годишњице Моцартове смрти. 
У 71. години живота, 1905. године, снимио је три снимка, укључујући и једну арију из Мињона. Иако је прошао врхунац, „Валтеров глас је добро очуван, а стил експресиван и елегантан“. Историчари музике високо цене ове плоче јер поред својих уметничких заслуга, они чувају аутентичне праксе извођења из 19. века и стилове певања. Лепота његовог гласа остала је са њим и у последњим годинама његовог живота.
Поред наступа, Валтер је велики део свог времена проводио у подучавању након што се повукао са оперске сцене. Био је професор гласа на Бечком конзерваторијуму од 1882. до само неколико година пре него што је умро 1910. у Бечу. Његови ученици су били Лула Мис-Гмајнер . Његова деца, Раул Валтер (1865–1917) и Мина Валтер (1863–1901), такође су били успешни оперски певачи.